# Musik der Harry-Potter-Filme

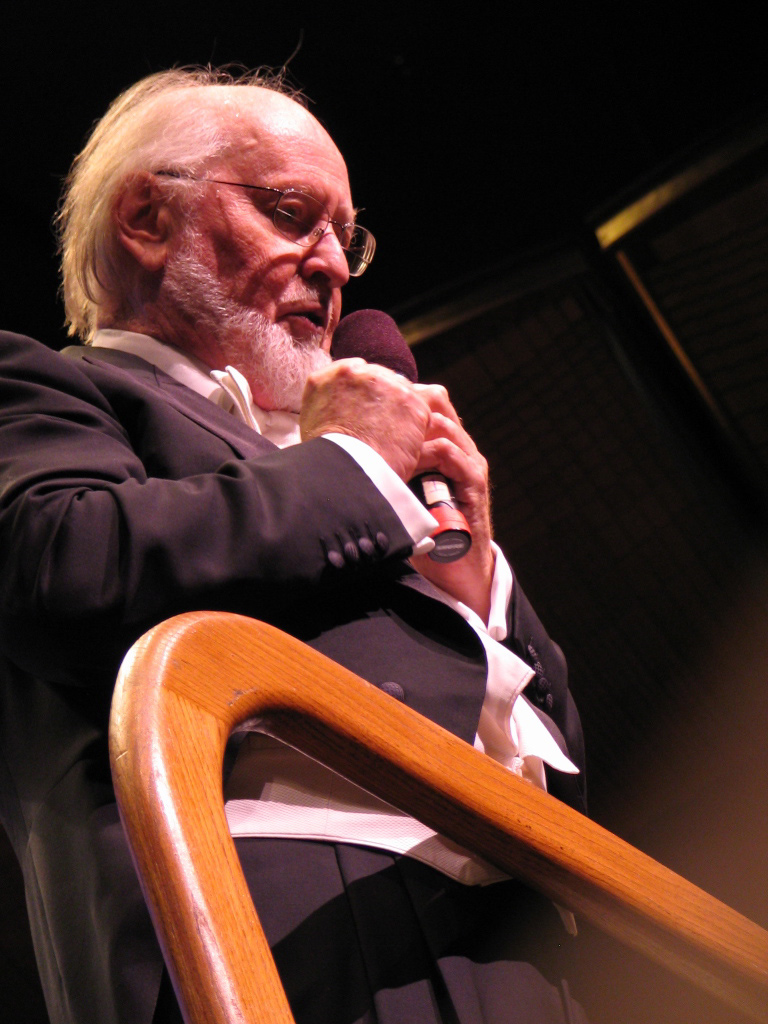
John Williams, Komponist der ersten drei Filme und Schöpfer von „Hedwigʼs Theme“.

Die Musik der Harry Potter Filmreihe wurde aufgenommen und veröffentlicht in Verbindung mit der Postproduktion und den Veröffentlichungen von jedem der acht entsprechenden Filme. Die Partituren wurden komponiert von John Williams, Patrick Doyle, Nicholas Hooper und Alexandre Desplat. Obwohl Williams nur die ersten drei Filme vertonte, wurden mehrere Motive, die er schuf, wieder aufgegriffen und in die übrigen Filmmusiken aufgenommen, vor allem in das „Hedwig’s Theme“, das in allen acht Filmen zu hören ist. Andere Musiker, für die Harry Potter Musik schrieben, waren Jarvis Cocker, The Ordinary Boys, und Nick Cave and the Bad Seeds. Jeremy Soule und James Hannigan schrieb die Musik für das Harry Potter Videospiel. J. Scott Rakozy, Peter Murray, und Chuck E. Myers „Sea“ komponierten die Musik für Hogwarts Legacy.

## Übersicht
| Jahr | Titel                                               | Komponist         | Dirigent                      | Koordinator | Orchester                   |
| ---- | --------------------------------------------------- | ----------------- | ----------------------------- | --- | --------------------------- |
| 2001 | Harry Potter und der Stein der Weisen.              | John Williams     | John Williams                 | John Williams, Conrad Pope, Alexander Courage, John Neufeld, Eddie Karam, Pete Anthony und Larry Rench                        | London Symphony Orchestra   |
| 2002 | Harry Potter und die Kammer des Schreckens.         | John Williams     | William Ross                  | John Williams, Conrad Pope, Alexander Courage, John Neufeld, Eddie Karam, Pete Anthony und Larry Rench                        | London Symphony Orchestra   |
| 2004 | Harry Potter und der Gefangene von Askaban.         | John Williams     | John Williams                 | John Williams, Conrad Pope, Alexander Courage, John Neufeld, Eddie Karam, Pete Anthony und Larry Rench                        | London Symphony Orchestra   |
| 2005 | Harry Potter und der Feuerkelch.                    | Patrick Doyle     | James Shearman                | Patrick Doyle, James Shearman, Lawrence Ashmore, John Bell, Brad Dechter, Nicole Nevin und James McWilliam                    | London Symphony Orchestra   |
| 2007 | Harry Potter und der Orden des Phönix.              | Nicholas Hooper   | Alastair King Nicholas Hooper | Alastair King, Simon Whiteside, Geoff Alexander, Julian Kershaw und Bradley Miles                                             | Chamber Orchestra of London |
| 2009 | Harry Potter und der Halbblutprinz.                 | Nicholas Hooper   | Nicholas Hooper Alastair King | Alastair King, Jeff Atmajian, Simon Whiteside, Daryl Griffith und Bradley Farmer                                              | Chamber Orchestra of London |
| 2010 | Harry Potter und die Heiligtümer des Todes. Teil 1. | Alexandre Desplat | Alexandre Desplat             | Alexandre Desplat, Conrad Pope, Jean-Pascal Beintus, Clifford Tasner, Richard Stewart, Nan Schwartz und Alejandro de la Llosa | London Symphony Orchestra   |
| 2011 | Harry Potter und die Heiligtümer des Todes. Teil 2. | Alexandre Desplat | Alexandre Desplat             | Alexandre Desplat, Conrad Pope, Jean-Pascal Beintus, Clifford Tasner, Bill Newlin, Nan Schwartz und Alejandro de la Llosa     | London Symphony Orchestra   |

## Themen und Motive
Im Laufe der Serie schuf jeder Komponist Themen für bestimmte Figuren, Gegenstände, Orte und Ideen. Mehrere Themen sind in den nachfolgenden Filmen zu hören, obwohl nur sehr wenige die gesamte Filmreihe überdauert haben.

### Erster Auftritt in derStein der Weisen
| Theme                     | Description | Scores heard in |
| ------------------------- | --- | --- |
| Hedwig’s Theme            | Das vorherrschende Thema, das sich mit allen acht Themen stark identifiziert und in ihnen zum Ausdruck kommt. Trotz des Titels „Hedwig’s Theme“, repräsentiert es nicht nur spezifisch Hedwig, sondern eher für die Idee der Magie im Allgemeinen und die Zauberwelt. Die Konzertsuite wird häufig von Musikern und Ensembles aufgeführt.                             | Der Stein der Weisen, die Kammer des Schreckens, der Gefangene von Askaban, der Feuerkelch, der Orden des Pöhnix, der Halbblutprinz, die Heiligtümer des Todes Teil 1 und die Heiligtümer des Todes Teil 2. |
| Family Portrait           | Repräsentiert Harry’s Eltern und seine neue Familie in Hogwarts. | Der Stein der Weisen, die Kammer des Schreckens und die Heiligtümer des Todes Teil 2 (Tracked). |
| Harry’s Wondrous World    | Assoziiert mit Harry und seine Freundschaften mit Ron und Hermione. | Der Stein der Weisen, die Kammer des Schreckens der Halbblutprinz (Nur bei der Aufgenommenden Sitzung) und die Heiligtümer des Todes Teil 2 (Tracked).                                                      |
| Nimbus 2000               | Assoziiert mit den Nimbus 2000, fliegen und den Unfug. | Der Stein der Weisen, die Kammer des Schreckens, der Gefangene von Askaban und Heiligtümer des Todes Teil 2.                                                                                                |
| Voldemort’s Theme         | Ein zweiteiliges Thema im Zusammenhang mit dem Hauptantagonisten, Lord Voldemort | Der Stein der Weisen und die Kammer des Schreckens. |
| Philosopher’s Stone       | Assoziiert mit den Stein der Weisen(Philosopher’s Stone) und verwendet zur repräsentstion von Voldemort in der Kammer des Schreckens. | Der Stein der Weisen und die Kammer des Schreckens. |
| Diagon Alley              | Stellt die Diagonale als Schauplatz dar. | Der Stein der Weisen (Nur das Album) und die Kammer des Schreckens. |
| Hogwarts Forever          | Eine thematische Darstellung von Hogwarts | Der Stein der Weisen. |
| Quidditch Fanfare         | Stellt den Beginn eines Quidditchturniers dar. | Der Stein der Weisen und die Kammer des Schreckens. |
| Christmas at Hogwarts     | Wird mit dem Wintereinbruch und Weihnachten in Verbindung gebracht. | Der Stein der Weisen und die Kammer des Schreckens. |
| The Dark Forest           | Stellt den Dunklen Wald als Schauplatz dar. | Der Stein der Weisen und die Kammer des Schreckens. |
| The Flying Keys           | Steht für fliegende magische Objekte und Kreaturen, wie z. B. die fliegenden Schlüssel im ersten Film und die Wichtel aus Cornwall und der Bludger im zweiten Film. | Der Stein der Weisen und die Kammer des Schreckens. |
| The Banquet Fanfare       | Musik während der Bankettszenen. | Der Stein der Weisen und die Kammer des Schreckens. |
| The Great Hall Fanfare    | Thema im Zusammenhang mit der Entdeckung der faszinierenden Welt der Zauberer. Verwendet für die Entdeckungen der Winkelgasse (im Film), Hogwarts die Großehalle (und bei der Sortierung von Hermione). | Der Stein der Weisen. |
| Ron Weasley’s Motif       | Skurriles Thema, das die Leichtigkeit von Ron. | Der Stein der Weisen und die Kammer des Schreckens. |
| Weasley’s Family          | Komisches Thema, das während der Familienszenen zu hören ist, vor allem in den Bahnhofsszenen. | Der Stein der Weisen und die Kammer des Schreckens. |
| Comical Theme             | Wird benutzt für Hagrid’s Drachen und Ron’s Schnecken essen fluchen. | Der Stein der Weisen und die Kammer des Schreckens. |
| Revelation Theme          | Wird mit dem ersten Erscheinen der Schachbrettkammer verwendet und der Kammer des Schreckens. Zum ersten Mal zu hören, als Filch und Snape entdecken, dass im ersten Film jemand in der gesperrten Bibliothek war. | Der Stein der Weisen und die Kammer des Schreckens. |
| The Sneaking Around Theme | Heard mit dem ersten Auftritt von Dumbledore aus dem Nebel; das Goldene Trio Besuchte Hagrid mitten in der Nacht; die Anfahrt von dem Fliegendenwagen; und Harry findet Nearly Headless Nick & Justin Finch-Fletchley versteinert. | Der Stein der Weisen und die Kammer des Schreckens. |
| Dursley’s Theme           | Komisches Thema im Zusammenhang mit den Dursleys. | Der Stein der Weisen und die Kammer des Schreckens. |
| Ghosts’ Motif             | Musik, die zu hören ist, wenn die Geister erscheinen. Wird auch in Moaning Myrtle’s Thema verwendet. | Der Stein der Weisen und die Kammer des Schreckens. |
| Invisibility Cloak Theme  | In Verbindung mit dem Mantel während seiner Verwendung in den ersten beiden Filmen. Wird auch benutzt wen Harry wartet auf Tom Riddle im Tagebuch, und wenn Tom beginnt, Harry die seltsamen Ereignisse zu erklären, die während des Schuljahres im zweiten Film passiert sind. Ganz kurz im dritten Film zu hören, als Harry im Honeydukes-Keller den Mantel anlegt. | Der Stein der Weisen, die Kammer des Schreckens und der Gefangene von Askaban. |
| Fluffy’s Harp             | Musik, die im ersten Film von der Harfe gespielt wird, mit der Fluffy eingeschläfert wird. | Der Stein der Weisen |
| Leaving Hogwarts          | Musik spielt wen Harry zum Zug geht. | Der Stein der Weisen, die Kammer des Schreckens und die Heiligtümer des Todes Teil 2. |

### Erster Auftritt indie Kammer des Schreckens
| Theme                  | Description | Scores Heard in           |
| ---------------------- | --- | ------------------------- |
| Fawkes the Phoenix     | Verbunden mit Dumbledores Haustier Phoenix. | Die Kammer des Schreckens |
| Gilderoy Lockhart      | Repräsentiert Flourish & Blotts und den gleichnamigen Professor. | Die Kammer des Schreckens |
| Dobby’s Theme          | Repräsentiert Dobby den House Elf. | Die Kammer des Schreckens |
| The Chamber of Secrets | verbunden mit der Kammer des Schreckens als Kulisse. | Die Kammer des Schreckens |
| Moaning Myrtle         | Assoziiert with Moaning Myrtle. | Die Kammer des Schreckens |
| The Flying Car         | Stellt das verzauberte Auto dar, das von den Protagonisten benutzt wird. | Die Kammer des Schreckens |
| Spider’s Theme         | Acht Töne (einer für jedes Bein) im Zusammenhang mit Aragogs Spinnen. Ein ähnliches Thema ist zu hören in München (2005), die Williams war bereits geplant und hatte sich möglicherweise bereits entwickelt. | Die Kammer des Schreckens |
| Lucius Malfoy’s Theme  | Verschwörungsthema, das mit Malfoy in Verbindung gebracht wird. Es basiert auf einem ähnlichen Thema, das in Star Wars: Attack of the Clones.                                                                | Die Kammer des Schreckens |
| Errol the Owl          | Assoziiert mit dem Hauskauz der Familie Weasley. | Die Kammer des Schreckens |
| Basilisk Duel Motif    | Assoziiert mit dem Harry’s Kampf gegen den Basilisk in der Kammer des Schreckens. | Die Kammer des Schreckens |

### Erster Auftritt inder Gefangene von Askaban
| Theme                   | Description | Scores Heard in                                                                                             |
| ----------------------- | --- | --- |
| Double Trouble          | Funktioniert als thematische Hauptidentität für die dritte Partitur und wird auch in einem Source Cue verwendet.                                                                                    | Der Gefangene von Askaban.                                                                                  |
| Sirius Black’s Theme    | 3-Noten-Motiv, das Folgendes darstellt Sirius Black als schurkische Figur. | Der Gefangene von Askaban.                                                                                  |
| A Window to the Past    | Assoziiert mit Zeichen, die Verbindungen haben zu Harry’s Eltern. | Der Gefangene von Askaban.                                                                                  |
| Buckbeak’s Flight       | Represents Buckbeak while flying. Also used when Harry and Hermione rescue Sirius Black. | Der Gefangene von Askaban.                                                                                  |
| Quidditch Motif         | Sekundäres Thema zur Darstellung von Quidditch. Überarbeitet von Nicholas Hooper in der Halbblutprinz Ron’s Quidditch erfolg.                                                                       | Der Gefangene von Askaban und der Halbblutprinz.                                                            |
| Patronus Theme          | In Verbindung mit dem Patronus-Zauber. | Der Gefangene von Askaban.                                                                                  |
| Marauders’ Motif        | In Verbindung mit Sirius Black in der Tier form, Remus Lupin in werewolf form, und die Marauders’ Karte selber. Auch wie Peter Pettigrew’s Theme, es verwendet hauptsächlich chromatische Nachbarn. | Der Gefangene von Askaban.                                                                                  |
| Betrayal Theme          | Repräsentiert Harry’s emotionale Reaktion, als er erfuhr, dass seine Eltern verraten wurden und Lupin’s reagstion.                                                                                  | Der Gefangene von Askaban.                                                                                  |
| Peter Pettigrew’s Theme | Repräsentiert Peter Pettigrew. Ein ähnliches Thema findet sich inMünchen (2005), die Williams gleichzeitig gearbeitet hat.                                                                          | Der Gefangene von Askaban, der Orden des Pöhnix (Nur bei der Aufgenommenden Sitzung) und der Halbblutprinz. |

### Erster Auftrittin der Feuerkelch
| Theme                  | Description | Scores Heard in                          |
| ---------------------- | --- | ---------------------------------------- |
| Voldemort’s Theme      | Neue thematische Identität für Lord Voldemort. | Der Feuerkelch und der Orden des Pöhnix. |
| Harry’s Theme          | Neue thematische Identität für Harry. Die Konzertsuite trägt den Titel „Harry in Winter“.                                                                                                | Der Feuerkelch.                          |
| Hogwarts’ Hymn         | Neue thematische Identität für Hogwarts. | Der Feuerkelch.                          |
| Durmstrang Theme       | Thematische Identität für Viktor Krum und Durmstrang. wird auch für das Bulgarische Quidditch Team verwendet.                                                                            | Der Feuerkelch.                          |
| Beauxbatons Theme      | Thematische Identität für Beauxbatons Akademie für Zauberei. | Der Feuerkelch.                          |
| Moaning Myrtle’s Theme | Neues Thema für Moaning Myrtle. Verwendet eine ähnliche Orchestrierung wie Williams’s Originalthema für dieselbe Figur.                                                                  | Der Feuerkelch.                          |
| Merpeople’s Theme      | Wird mit den Merpeople und der Zweiten Aufgabe in Verbindung gebracht. Erstmals gehört, als Harry öffnet das goldene Ei unter Wasser, und noch einmal, wenn er an der Aufgabe teilnimmt. | Der Feuerkelch.                          |

### Erster Auftritt inder Orden des Pöhnix
| Theme                          | Description | Scores Heard in                                            |
| ------------------------------ | --- | ---------------------------------------------------------- |
| Professor Umbridge’s Theme     | Repräsentiert Hogwarts Professor Dolores Umbridge. | Der Orden des Pöhnix und der Halbblutprinz.                |
| Possession Theme               | Assoziiert mit Voldemort und sein Versuch, Harry in Besitz zu nehmen. | Der Orden des Pöhnix and The Half-Blood Prince             |
| Weasley’s Wizard Wheezes Theme | Assoziiert mit die Eskapaden von Fred und George Weasley. | Der Orden des Pöhnix und der Halbblutprinz.                |
| Dumbledore’s Army Theme        | Repräsentiert Dumbledore’s Armee und der Zusammenhalt der Freunde. | Der Orden des Pöhnix und der Halbblutprinz (tracked).      |
| Kiss Theme                     | Repräsentiert Harry’s Liebe und später seine Freundschaft. | Der Orden des Pöhnix and die Heiligtümer des Todes Teil 2. |
| Ministry of Magic Theme        | Repräsentiert das Ministerium für Zauberei. Hat Ähnlichkeiten in der Orchestrierung mit Alexandre Thema für das Ministerium Desplat’s in die Heiligtümer des Todes Teil 1. | Der Orden des Pöhnix.                                      |

### Erster Auftritt inder Halbblutprinz
| Theme                       | Description | Scores Heard in                                                  |
| --------------------------- | --- | ---------------------------------------------------------------- |
| „In Noctem“ Theme           | Repräsentiert Albus Dumbledore. | Der Halbblutprinz.                                               |
| Death Eater Theme           | Rhythmisches Ostinato für Voldemort’s Todesser. | Der Halbblutprinz.                                               |
| Malfoy’s Theme              | Repräsentier Draco Malfoy und seine Mission. | Der Halbblutprinz.                                               |
| Slughorn’s Theme            | Assoziiert mit Professor Slughorn. | Der Halbblutprinz.                                               |
| Harry and Hermione Theme    | Repräsentiert Harry’s Freundschaft mit Hermione. | Der Halbblutprinz.                                               |
| Ginny’s Theme               | Neues Thema der Romantik. Speziell verwendet in Bezug zu Ginny.                                                                                       | Der Halbblutprinz.                                               |
| Dumbledore’s Farewell Theme | Im Zusammenhang mit dem Tod von Albus Dumbledore. Auch verwendet von Alexandre Desplat in score for Snape’s memories in The Deathly Hallows – Part 2. | Der Halbblutprinz und die Heiligtümer des Todes Teil 2 (tracked) |

### Erster Auftritt indie Heiligtümer des Todes Teil 1
| Theme                                  | Description | Scores Heard in                                                                 |
| -------------------------------------- | --- | ------------------------------------------------------------------------------- |
| Obliviate                              | Repräsentiert der Verlust der Unschuld von Harry, Ron, und Hermione. Hauptidentität für den Film. | Die Heiligtümer des Todes Teil 1 and die Heiligtümer des Todes Teil 2.          |
| Band of Brothers Theme (Friends Theme) | Die Heiligtümer des Todes Teil 1, repräsentiert der Orden des Pöhnix. Die Heiligtümer des Todes Teil 2, das Thema wird speziell mit Neville in Verbindung gebracht. Auch verwendet als Thema für Ginny und Harry. | Die Heiligtümer des Todes Teil 1 und die Heiligtümer des Todes Teil 2           |
| Voldemort’s Theme                      | Neue thematische Identität für Lord Voldemort. | Die Heiligtümer des Todes Teil 1.                                               |
| Death Eaters                           | Ostinato-Motiv, das die Todesser darstellt. Oft zusammen gespielt mit Voldemort’s Thema. | Die Heiligtümer des Todes Teil 1.                                               |
| Dumbledore Theme                       | Neue thematische Identität für Dumbledore und seiner Familie. | Die Heiligtümer des Todes Teil1 und die Heiligtümer des Todes Teil 2 (Tracked). |
| Horcruxes Theme                        | Assoziiert mit Voldemort’s horcruxes. Dieses Thema wird erstmals für das Medaillon in Teil 1. | Heiligtümer des Todes Teil 1 und die Heiligtümer des Todes Teil 2.              |
| Ron’s Theme or Love Theme              | Thema assoziiert mit Ron und offensichtlich als Liebesthema für ihn und Hermione. Sie ist zu hören in Ron Leaves, Ron’s Speech und am Ende von Hermione’s Parents als Ron in Teil 1 zurückkehrt. Es wird in Teil 2 während des Kusses wiederverwendet und wenn Hermione und Ron suche nach Harry während der Schlacht (nicht verwendet).                                                                                             | Die Heiligtümer des Todes Teil 1 und die Heiligtümer des Todes Teil2.           |
| Hermione’s Theme                       | Sweet Theme assoziiert mit Hermione. Dieses Thema ist vor allem im ersten Teil von Hermione’s Eltern und am Ende von Dumbledor. Es wird auch während der Folterszene mit Bellatrix verwendet. In den Demos des Soundtracks ist dieses Thema auch in dem Stück Traveling Montage zu hören, wenn Harry und Hermione nach dem Weggang von Ron verschwinden (aber dieser Track ist nicht im endgültigen Soundtrack oder Film enthalten). | Die Heiligtümer des Todes Teil 1.                                               |
| Deathly Hallows                        | Repräsentiert Deathly Hallows als Objekte. | Die Heiligtümer des Todes Teil 1 und die Heiligtümer des Todes Teil 2.          |
| Dobby’s Theme                          | Neue thematische Identität für Dobby. | Die Heiligtümer des Todes Teil 1.                                               |
| Lovegood’s Theme                       | Repräsentiert Xenophilius Lovegood, und steht oft im Kontrapunkt zur „Deathly Hallows“ theme. Nur im Abspann zu hören. | Die Heiligtümer des Todes Teil 1.                                               |

### Erster Auftritt indie Heiligtümer des Todes Teil 2
| Theme              | Description                                             | Scores Heard in                   |
| ------------------ | ------------------------------------------------------- | --------------------------------- |
| Lily’s Theme       | Assoziiert mit der Erinnerung von Harry’s Mutter.       | Die Heiligtümer des Todes Teil 2. |
| Statues            | Repräsentiert die Schlacht von Hogwarts.                | Die Heiligtümer des Todes Teil 2. |
| Battlefield        | Zweites Thema für die Schlacht von Hogwarts.            | Die Heiligtümer des Todes Teil 2. |
| Severus and Lily   | Repräsentiert Snapes Liebe zu Harry’s Mutter.           | Die Heiligtümer des Todes Teil 2. |
| Resurrection Theme | Repräsentiert den Stein der Auferstehung und das Leben. | Die Heiligtümer des Todes Teil 2. |

## Referenzen
1. ↑  Patrick Doyle – News. In: IMDb. Abgerufen am 5. Januar 2025 (amerikanisches Englisch).
2. ↑  What are the 25 best film scores? In: www.yourclassical.org. 2. September 2023, abgerufen am 5. Januar 2025 (englisch).
3. ↑  Mikael Carlsson, Mikael (). „Hooper writes new themes for Potter“ (PDF). Film Music Weekly (14). S. 4. Archived from the original (PDF) on 24 July 2007.:  Hooper writes new themes for Potter (Memento des Originals vom 24. Juli 2007 im Internet Archive) In: Film Music Weekly, 8. Mai 2007, S. 4 (englisch).
4. ↑  martyprod2: The Harry Potter Suite by John williams and the boston pops. 5. September 2010, abgerufen am 19. Juni 2025.
5. ↑  McGonagall & Umbridge. In: Youtube.com. S. 16 seconds, abgerufen am 3. Juli 2021.
6. ↑  The Book. In: Youtube.com. 14. März 2019, S. 1 minute and 12 seconds, abgerufen am 3. Juli 2021.
7. ↑  Darkness Takes Over. In: Youtube.com. 8. November 2014, S. 42 seconds, abgerufen am 21. Juli 2018.